# Пунта Марина (Равена)
Пунта Марина (итал. Punta Marina) је насеље у Италији у округу Равена, региону Емилија-Ромања.
Према процени из 2011. у насељу је живело 3264 становника. Насеље се налази на надморској висини од 2 м.